# 巴拉圭共产党（独立）
巴拉圭共产党（独立）（西班牙語：Partido Comunista Paraguayo (independiente)，缩写为PCP(i)）是巴拉圭的一个共产主义政党。1967年，巴拉圭共产党发生分裂，党内由奥斯卡·克雷依特领导的持亲中、反古巴立场的一派另行建党，也取名为巴拉圭共产党；1973年，改用现名。该党有时也被称作巴拉圭共产党（马列）或巴拉圭共产党 (克雷依特)。1989年，该党获得合法地位。该党的意识形态是共产主义、马克思列宁主义、反修正主义、毛主义。该党的政治立场是极左翼。该党出版刊物《巴拉圭团结》。该党是革命政党和组织国际协调的成员。